# Anthony Delhalle

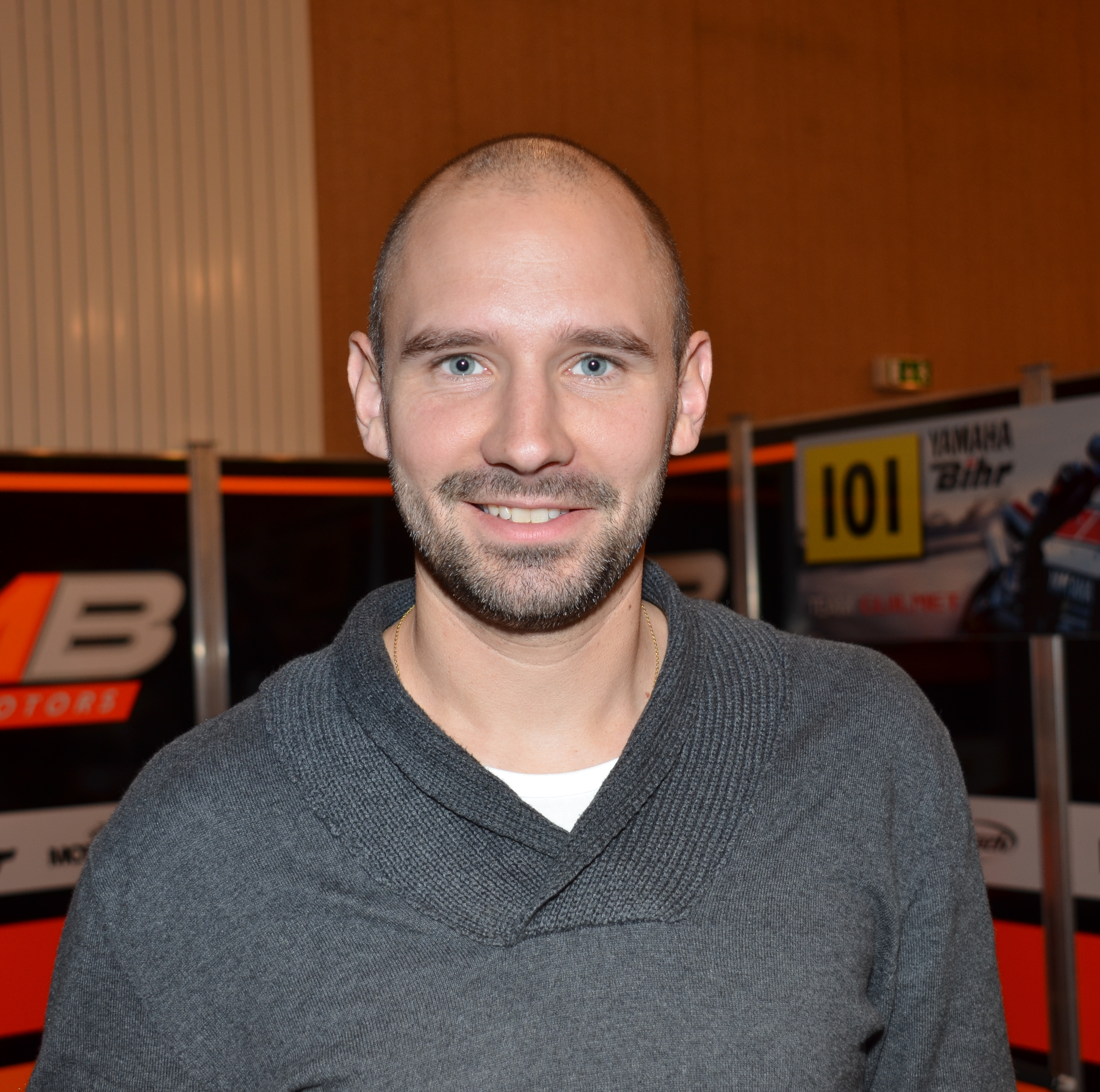
Anthony Delhalle 2015

Anthony Delhalle (* 11. Januar 1982 in Chartres, Département Eure-et-Loir; † 9. März 2017 in Nogaro, Département Gers) war ein französischer Motorradrennfahrer und Rallyefahrer.

## Leben
Anthony Delhalle fuhr vor allem Langstreckenrennen und gehörte dem Suzuki Endurance Racing Team (SERT) an. Er nahm zuletzt mit einer Suzuki GSX-R 1000 an der FIM CEV Superbike Europameisterschaft und der Motorrad-Langstrecken-Weltmeisterschaft teil, die er insgesamt fünfmal gewann. In den Jahren 2014 und 2015 gewann er mit seinen Teamkollegen Vincent Philippe und Étienne Masson das 24-Stunden-Motorradrennen von Le Mans. 2011 und 2016 gewann er die Bol d’Or auf dem Circuit de Nevers Magny-Cours.
Delhalle lebte mit seiner Frau und zwei Kindern in Le Mans. Am 9. März 2017 stürzte er auf dem Circuit Paul Armagnac in Nogaro bei einer Geschwindigkeit von mehr als 300 km/h und zog sich tödliche Verletzungen zu.